# パスカル・ピノン
パスカル・ピノン（Pascal Pinon）は、アイスランドのレイキャビク出身の双子の姉妹アウスズヒルヅル(Ásthildur)とヨフリズル・アウカドッティル(Jófríður Ákadóttir)によって構成される音楽グループである 。

## 略歴
2009年、14歳のときに友人たちとバンドを結成。バンド名は、20世紀初頭のサーカスの双頭のパフォーマー Pasqual Piñónに由来している。  バンドは自らの音楽について「シンプルで正直で、憂鬱と楽観の両方に満ちていて、心を動かし、心の痛みを和らげ、心を温めることができる音楽を作りたいと思っている。」と語る。  パスカルピノンの歌は、 英語だけでなく、母国語であるアイスランド語でも歌われている。 姉妹はテガン・アンド・サラ、ビョーク、ジョニ・ミッチェル、シネイド・オコナーの影響を受けている。ヨフリズル・アウカドッティルは主に作曲とヴォーカルを務めている他、ギター、クラリネット、キーボードの演奏も行う。アウスズヒルヅル・アウカドッティルは、主にハーモニーを歌う事やキーボード、ギター、ファゴットの演奏を担当している。 ヨーロッパで複数回（2010〜2014、2016、2017）のライブパフォーマンスを行っている他、中国（2011、2015）と日本（2012）でもコンサートを行っている。 その後はアイスランド国内を中心に活動を行っており、 2020年3月15日には、アイスランドのホールでCOVID-19の影響で、無観客でのパフォーマンスを行った。  

## 音楽
2009年、姉妹はファーストアルバム、「Pascal Pinon」をリリース。 このアルバムは完全にセルフプロデュースでリリースされた。 2010年にドイツのレーベル、Morr Musicから再リリースされると、 音楽メディアAllmusicによって「珠玉の一枚」と評された。 
2013年1月、セカンドアルバム「Twosomeness」（ プロデューサーはAlex Somers）をリリース。  アルバムは音楽雑誌「Clash」から8/10と高い評価を受け、AllmusicにおいてもライターTim Sendraから5つ星中4つ星と高い評価を得た。   2013年、 ニコ・マーリーはPascal Pinonの音楽を「...不思議な程にキャッチー」と表現し、ニューヨーク・タイムズ紙のデイリー・ミュージック「マスト・リスト」に選出した。
2015年11月、ヨフリズルは彼女らのアルバ「Sundur」（Ásthildurプロデュース）を「...生々しくてリアルで、ミニマルでちょっとメランコリック...」と表現。   同アルバムは2016年のリリース後、多くの評論家から高い評価を獲得、New Noise Magazineは、 Sundurを2016年のトップ16アルバムに選出した。  2020年、彼女らの楽曲「When I Can't Sleep 」は、Apple TV +制作のアニメ「ほら、ここにいるよ: このちきゅうでくらすためのメモ」の予告編にて使用された。 

## 関連プロジェクト
ヨフリズルは様々な音楽グループやアーティスト共活動しており、アイスランドのエレクトロニックグループであるサマリスのヴォーカルも務めている。  また、彼女は音楽グループGanglyのメンバーでもあった。その他にも、Lapalux、Low Roarといったアーティストのプロジェクトにも参加している。     2015年、ヨフリズルはJFDRという名義でソロ活動を開始した。 

## ディスコグラフィー

### アルバム
- Pascal Pinon（2009）、（セルフプロデュース）
- Pascal Pinon （2010）、 モール・ミュージック
- Twosomeness （2013）、モール・ミュージック
- Sundur （2016）、モール・ミュージック

### シングル、EP
- Pascal Pinon EP（2009) (セルフプロデュース)
- I wrote a song EP（2010）A Number of Small Things
- Party Wolves EP（2012）モール・ミュージック
- JFDR-ホワイトサンライブ。 パートI   ：文字列 （Pascal Pinonの曲を含む）、EP（2018）モール・ミュージック